# Doris Laine
Doris Linnea Laine-Almi, född Laine 31 oktober 1931 i Helsingfors, död där 15 december 2018, var en finländsk premiärdansös och koreograf.

## Biografi
Laine studerade åtta år vid operans balettskola, från 1941 under Irja Koskinen och Alexander Saxelin. Hon kompletterade senare sin utbildning vid dansavdelningen vid Moskvas statliga högskola för teaterkonst (GITIS) och Moskvas koreografiska institut. Hon dansade 1947–1975 vid Finska operan (senare Finlands nationalopera), blev solist 1952 och premiärdansös 1956. Under sin karriär dansade hon huvudrollen i ett fyrtiotal baletter och gjorde ett stort antal gästframträdanden utomlands.
Hon har bland annat dansat som Odette/Odile i Svansjön, Ondine och Julia i Romeo och Julia.
Laine var en av Finlands internationellt mest kända balettkonstnärer. Sedan 1977 verkade hon även som koreograf. Hon var konstnärlig ledare för Finlands nationalbalett 1984–1992, för Komische Oper Tanztheater i Berlin 1992–1995 och för dansfestivalen i Kuopio 1982–1992. Hon var dessutom ledare och pedagog för folkdansgruppen Katrilli 1975–1984. Hon var initiativtagare till Helsingfors internationella balettävling med start 1984 och var ledare för tävlingen 1984 och 1991. Hon verkade dessutom som domare i ett stort antal internationella balettävlingar, bland annat i Varna, Moskva och Jackson. 
Vid sidan av sin konstnärliga karriär hade hon otaliga förtroendeuppdrag och administrativa befattningar, bland annat vid Finlands danskonstnärsförbund, det internationella teaterinstitutet ITI:s danskommitté, statens scenkonstkommission, statens danskonstkommission och centralkommissionen för konst.

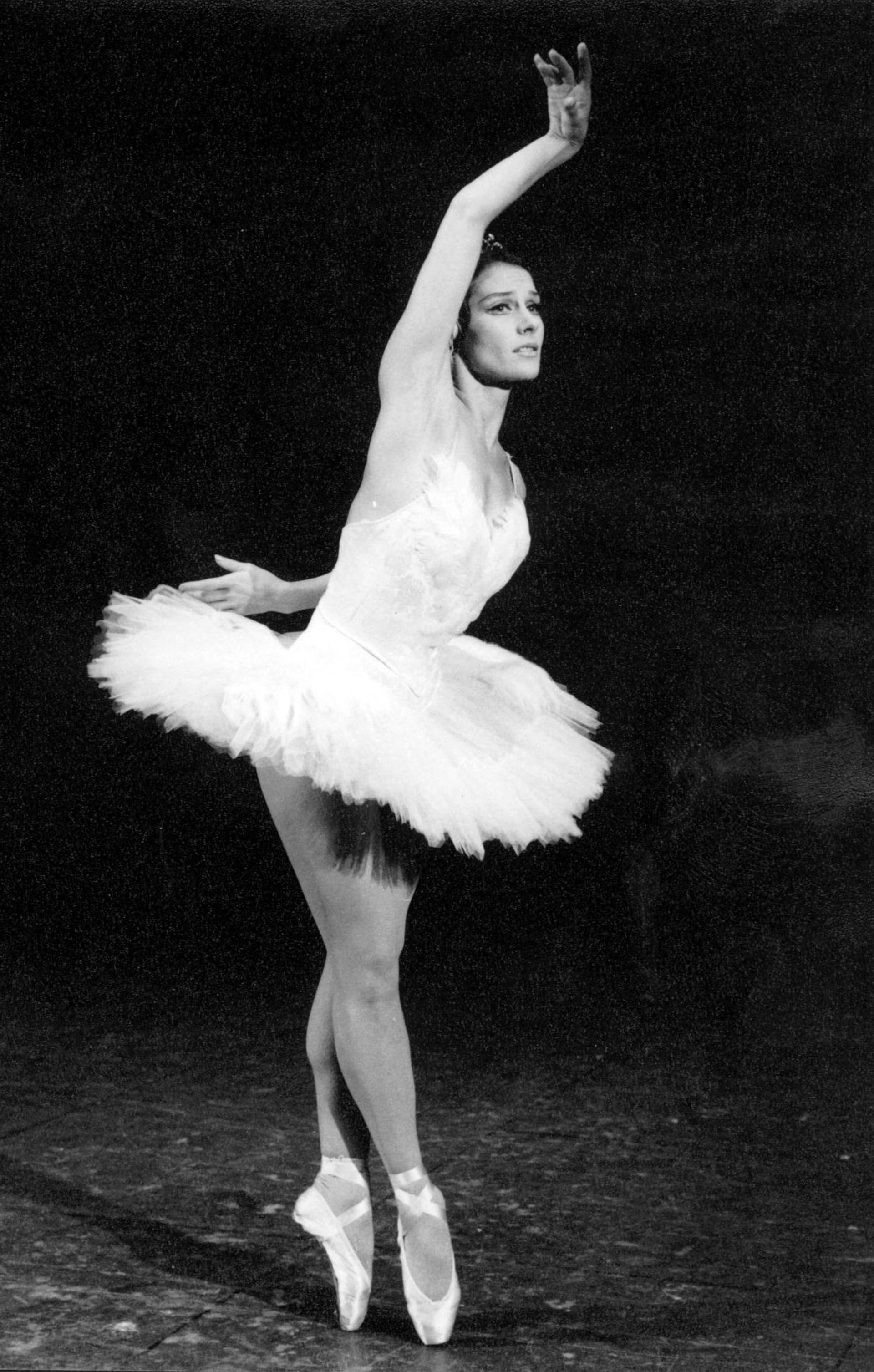
Doris Laine dansar 1966.

## Utmärkelser
- 1957 - tilldelades Pro Finlandia-medajlen.
- 1985 - erhöll ett bidrag från Finska kulturfonden för sina konstnärliga meriter.
- 1992 - tilldelades professorstitel av Mauno Koivisto, dåvarande president i Finland.